# Marcha na lama

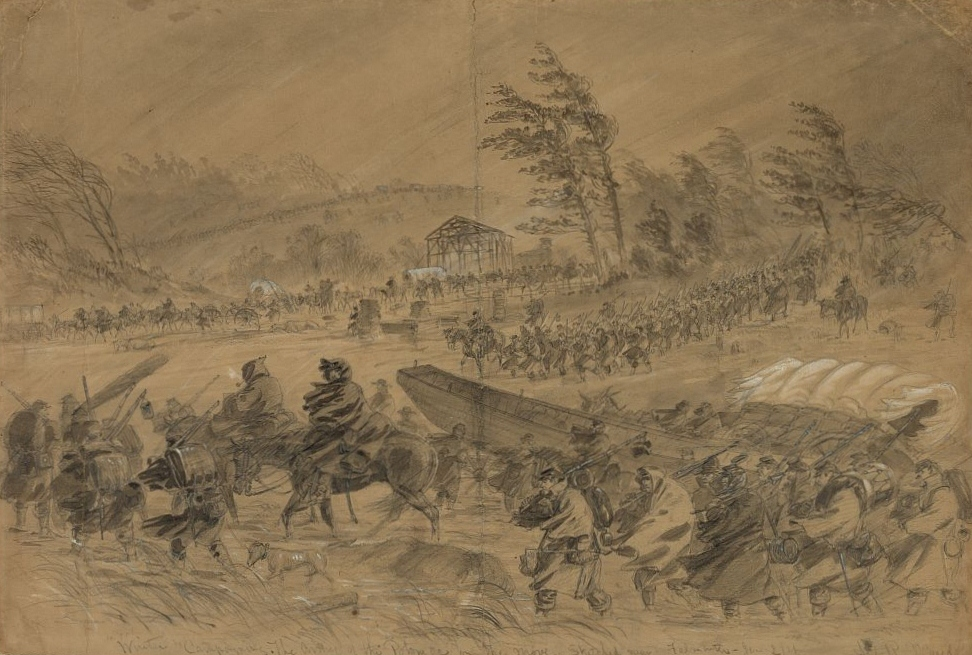
Visão artística (rascunho) da Marcha na lama e suas adversidades.

A Marcha na lama ("Mud March" em inglês), foi uma tentativa de ofensiva abortada em janeiro de 1863 pelo Major General Ambrose Burnside do Exército da União sobre os confederados na Guerra Civil Americana.
Burnside estava tentando se aproximar da capital confederada em Richmond, Virgínia, cruzando o rio Rappahannock em Fredericksburg, mas foi derrotado. A chamada Marcha na Lama foi sua segunda tentativa de travessia de um rio. A estratégia era sensata, mas falhou devido à dissensão entre generais, agravada por severas tempestades de inverno.

## Histórico

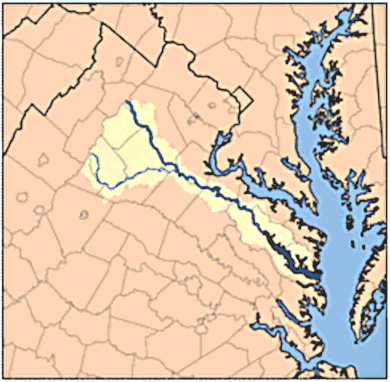
Mapa da bacia hidrográfica do rio Rappahannock.

Após sua derrota na desastrosa Batalha de Fredericksburg em dezembro de 1862, Burnside estava desesperado para restaurar sua reputação e o moral de seu Exército do Potomac. No dia seguinte ao Natal, ele começou a se preparar para uma nova ofensiva. Isso envolveria fintas nos vaus rio acima de Fredericksburg para distrair os confederados enquanto ele levava a maior parte do exército para o outro lado do rio Rappahannock, 11 quilômetros ao sul da cidade. Finalmente, ele planejou uma operação de cavalaria em grande escala, algo que nunca tinha sido feito até então no Teatro Oriental, onde os cavaleiros da União tinham um desempenho ruim e sofrido repetidos embaraços nas mãos de seus inimigos confederados.
Burnside destacou 1.500 soldados para esta operação planejada. Quinhentos deles criariam uma distração perturbadora na direção Warrenton-Culpeper e depois se retirariam para Falmouth. Enquanto isso, a força principal deveria cruzar em Kelly's Ford e girar para sudoeste em um amplo arco, ao redor e ao sul de Richmond e, finalmente, chegando a Suffolk, na costa, onde uma força da União comandada pelo General de Brigada John J. Peck estava baseada . Então, navios de transporte os levariam de volta para Falmouth.
Uma série de conspirações de seus pares e contra ordens vindas da Casa Branca, forçando que Burnside fosse até lá e convesase diretamente com Lincoln, solicitando a retirada dos comandos de seus detratores, no que foi atendido.
Burnside reeditou seu plano com mudanças. Em vez de cruzar o Rappahannock ao sul de Fredericksburg, ele inicialmente planejou mover-se rio acima e cruzar em U.S. Ford, ao norte da encruzilhada de Chancellorsville.
A ofensiva começou com um movimento para o oeste em 20 de janeiro de 1863, em um clima excepcionalmente ameno. Burnside, com uma vantagem inicial, alterou seu plano para mirar no Ford de Banks, uma travessia mais próxima e mais rápida. Na madrugada de 21 de janeiro, os engenheiros prepararam cinco pontesflutuantes; depois disso, duas grandes divisões estariam sobre o rio em quatro horas. Enquanto isso, outra grande divisão iria distrair as tropas confederadas, repetindo a travessia de dezembro em Fredericksburg. Na noite do dia 20 começou a chover e, na manhã do dia 21, a terra estava encharcada e as margens do rio pareciam um atoleiro. Já havia quinze flutuadores no rio, quase transpondo-o, e mais cinco eram mais que suficientes. Burnside começou imediatamente a trazer sua artilharia, que teve o efeito de fazer uma base de morteiro perfeita. Em uma área considerável ao redor do vau o dia todo, os homens trabalharam na chuva, mas sem muito propósito. Vários canhões avançaram perto do vau, mas no dia 22 a tempestade aumentou, e a artilharia, os canhões com rodas e até as carroças ficaram atloados na lama.
A tempestade havia atrasado os movimentos de Burnside, dando a Lee tempo suficiente para proteger a outra margem com seu exército, embora não houvesse nenhuma tentativa de interferir em sua travessia, exceto pelos atiradores de elite, que atacaram em todas as ocasiões. Sem dúvida, Lee esperava que Burnside fizesse a travessia; mas com o rio cheio na retaguarda, teria sido uma situação lamentável para o Exército da União, e Burnside finalmente se resignou a seu destino e deu ordem para que o exército se retirasse para seus acantonamentos, encerrando assim a "famosa" marcha na lama.
A marcha na lama foi a última tentativa de Burnside de comandar o Exército do Potomac. Lincoln o substituiu pelo major-general Joseph Hooker em 26 de janeiro de 1863.